# Francesco Caracciolo (santo)

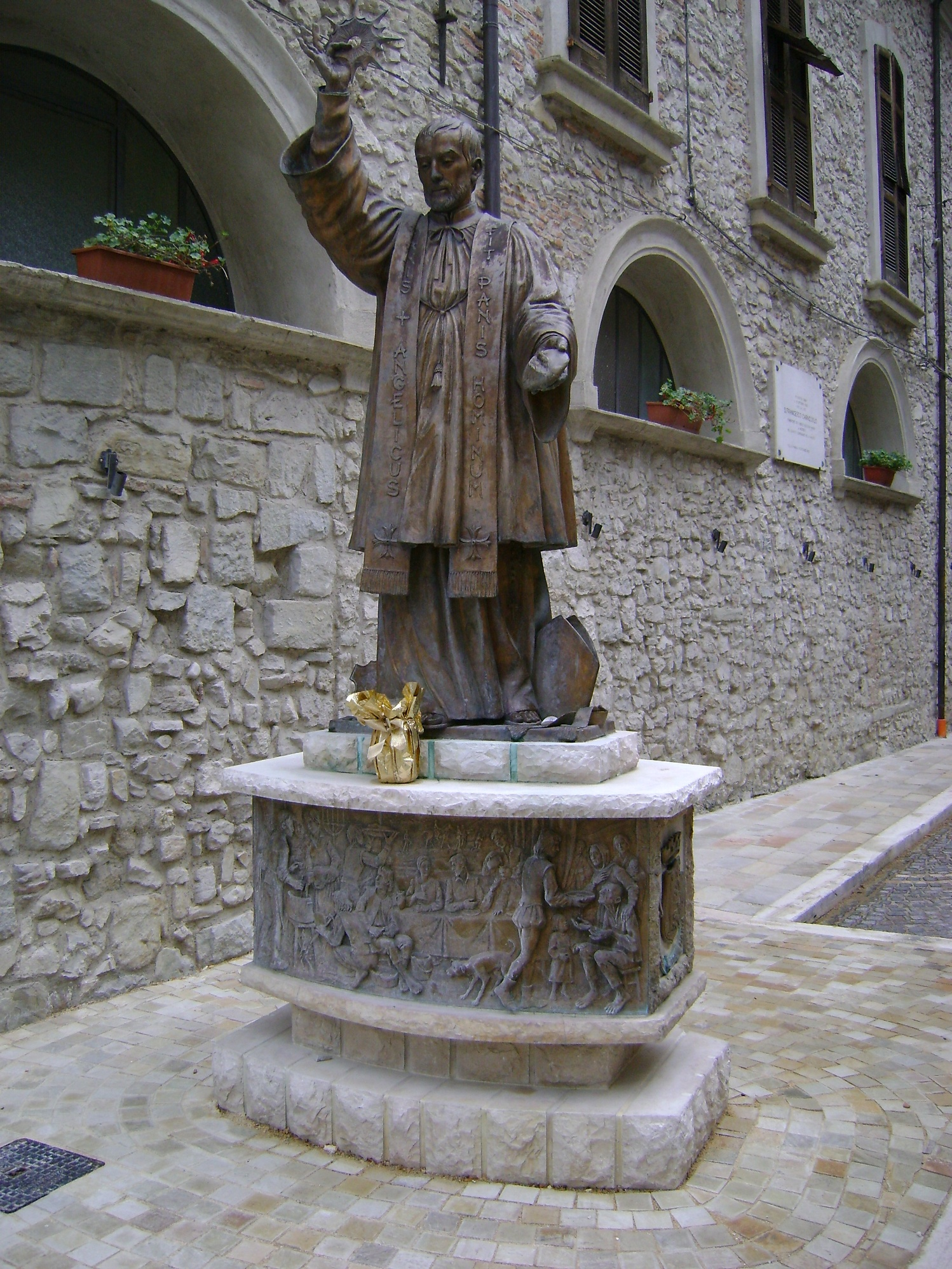
Statua di san Francesco a Villa Santa Maria presso la casa natale

Francesco Caracciolo, al secolo Ascanio (Villa Santa Maria, 13 ottobre 1563 – Agnone, 4 giugno 1608), è stato un presbitero italiano, fondatore dell'ordine dei Chierici regolari minori (Caracciolini). È stato proclamato santo da papa Pio VII nel 1807.

## Biografia
Figlio di don Ferrante Caracciolo, signore di Villa Santa Maria, e di Isabella Barattucci, nobile dama di Teano, alla nascita gli venne imposto il nome di Ascanio e ricevette un'educazione consona al suo rango nobiliare: mostrò sin dall'infanzia una certa inclinazione religiosa.

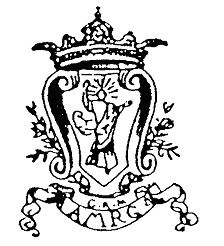
Emblema dei Chierici regolari minori

A ventidue anni venne colpito da una malattia (forse la lebbra) che ne sfigurò il volto: promise di abbracciare lo stato ecclesiastico in caso di guarigione e, esaudito, si trasferì a Napoli per adempiere al suo voto: riprese gli studi e si dedicò particolarmente alla lettura degli scritti teologici di Tommaso d'Aquino.
Ordinato sacerdote, celebrò la sua prima messa nel 1587: si dedicò specialmente alla cura dei poveri e degli infermi e si iscrisse alla compagnia dei Bianchi, una confraternita dedita all'assistenza ai carcerati e ai condannati a morte.
Poiché nella compagnia dei Bianchi operava anche un suo omonimo, gli fu recapitata erroneamente una lettera di Giovanni Agostino Adorno e Fabrizio Caracciolo contenente l'invito a unirsi a loro per dare inizio a una nuova congregazione religiosa: lo scambio di persona venne ritenuto un segno della Provvidenza e Ascanio venne comunque ammesso nel numero dei futuri fondatori dell'istituto.
I tre si ritirarono nell'eremo dei Camaldoli di San Salvatore di Napoli, dove stesero la regola della futura congregazione dei Chierici regolari minori, poi i due Caracciolo si recarono a Roma, dove papa Sisto V concesse loro la sua approvazione con la bolla Sacrae religionis del 1º luglio 1588: ciò che maggiormente caratterizzava la regola era la scelta da parte dei suoi membri di non ambire a dignità ecclesiastiche, sia all'interno dell'ordine che nella Chiesa (nel 1592 papa Clemente VIII concesse ai religiosi di assumere tale impegno mediante un quarto voto).
Il 9 aprile 1589 Ascanio emise la sua solenne professione dei voti nella cappella della compagnia dei Bianchi e assunse il nome religioso di Francesco. Morto l'Adorno, che fino ad allora era stato la guida del gruppo, Francesco Caracciolo venne eletto superiore generale dell'ordine: Francesco diede un notevole impulso alla diffusione dei suoi religiosi sia in Italia (ottenne delle chiese a Roma) che all'estero (nel 1594 fondò le prime case in Spagna).
Lasciò il governo dei Chierici regolari minori (che in suo onore presero a essere chiamati caracciolini) nel 1607 e non volle più ricoprire nessuna carica nell'ordine.

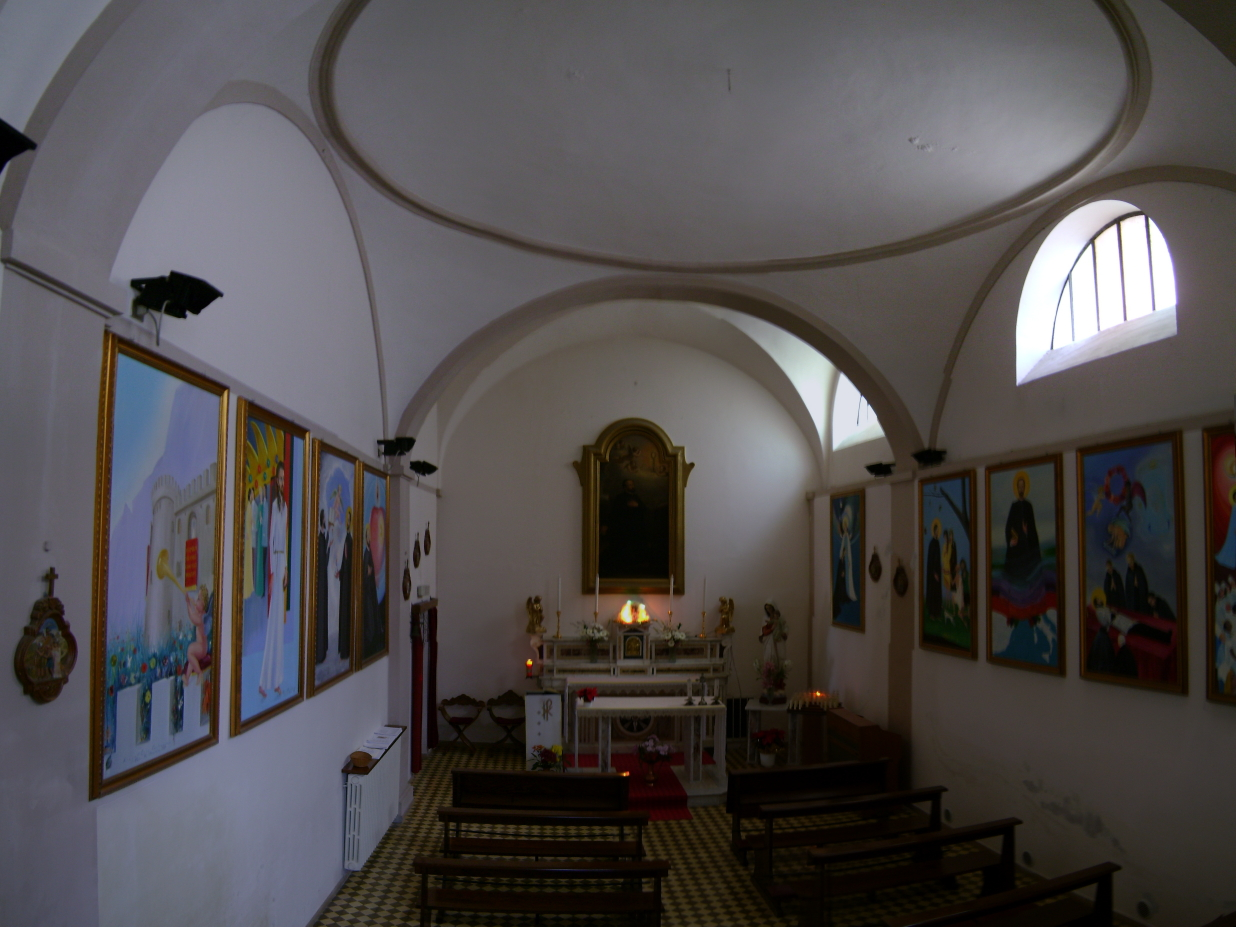
Interno della cappella di San Francesco, dentro il palazzo Caracciolo, Villa Santa Maria (Ch)

Avendo la congregazione dell'Oratorio di Agnone manifestato interesse a unirsi al suo ordine, Francesco si recò in Molise per discutere dell'eventuale ingresso di quei padri tra i caracciolini: approfittò del viaggio per recarsi a visitare i suoi parenti a Montelapiano. Morì presso gli oratoriani di Agnone mentre si accingeva a tornare a Napoli.

## Il culto
Il primo miracolo attribuito alla sua intercessione fu il risanamento di un "rattrappito" avvenuto l'11 giugno 1608, mentre si svolgevano i funerali di Francesco (che venne sepolto in Santa Maria Maggiore a Napoli); la causa di canonizzazione venne introdotta nel 1701.
Venne beatificato da papa Clemente XIV il 10 settembre 1770 e proclamato santo da papa Pio VII il 24 maggio 1807. È compatrono di Napoli dal 1840, inoltre patrono dei congressi eucaristici abruzzesi e dei cuochi d'Italia.
La sua salma venne traslata nella chiesa di Santa Maria di Monteverginella, dov'è tuttora conservata, il 9 maggio 1844.
La sua memoria liturgica ricorre il 4 giugno.

## Iconografia
In arte è spesso raffigurato con attributi iconografici che ne sottolineano la devozione eucaristica (l'ostensorio) o lo spirito di umiltà che lo spinse a respingere le dignità ecclesiastiche (la scritta Votum non ambiendi dignitatis, insegne vescovili poste ai suoi piedi).
Tra le opere che lo raffigurano: un busto d'argento conservato nel museo del tesoro di San Gennaro a Napoli, un dipinto di Romano Corradetti nella chiesa dei Santi Angeli Custodi a Roma, una statua nella basilica di San Pietro, realizzata da Francesco Massimiliano Laboureur e Innocenzo Fraccaroli sotto la direzione di Bertel Thorvaldsen, e un monumento eretto in corso Umberto I a Villa Santa Maria.